# Liste der Lieder von Monrose

Erstes Logo der Band

Dies ist eine Liste der Lieder der ehemaligen deutschen Pop-Girlgroup Monrose.
Aufgelistet sind alle Lieder der Alben  Temptation (2006), Strictly Physical (2007), I Am (2008) und Ladylike (2009), sowie alle Non Album Tracks. Ausgenommen sind alle verschiedenen Remixe und Versionen ihrer Songs.
Die Reihenfolge der Titel ist alphabetisch sortiert. Sie gibt Auskunft über die Komponisten.

## #
| # | Titel       | Autoren                                  | Album      | Jahr |
| - | ----------- | ---------------------------------------- | ---------- | ---- |
| 1 | 2 of a Kind | Gary Barlow, Eliot Kennedy, Tim Woodcock | Temptation | 2006 |

## A
| # | Titel                                          | Autoren                 | Album           | Jahr |
| - | ---------------------------------------------- | ----------------------- | --------------- | ---- |
| 1 | A Love Bizarre                                 | Sheila E., Prince       | I Am            | 2008 |
| 2 | After Making Love B-Seite auf Strike the Match | TJ Cases                | Non Album Track | 2008 |
| 3 | All or Nothing                                 | Billy Burnette, Valeria | Ladylike        | 2010 |

## B
| # | Titel                                                 | Autoren                                   | Album             | Jahr |
| - | ----------------------------------------------------- | ----------------------------------------- | ----------------- | ---- |
| 1 | Breathe You In erschien als letzte Single von Monrose | Thanh Bui, Gary Pinto, Rodney Mark Davies | Ladylike          | 2010 |
| 2 | Burning                                               | Thomas Troelsen, Remee                    | Strictly Physical | 2007 |
| 3 | Butt Butt B-Seite auf Even Heaven Cries               | A. James, Jasmine Baird                   | Non Album Track   | 2007 |

## C
| # | Titel             | Autoren                                               | Album    | Jahr |
| - | ----------------- | ----------------------------------------------------- | -------- | ---- |
| 1 | Catwalk V-O-G-U-E | Tobias Gad, Joy Lynn Strand                           | Ladylike | 2010 |
| 2 | Certified         | Eritza Laues, Mich Hansen, Jonas Jeberg, Edwin Serano | I Am     | 2008 |

## D
| # | Titel                                             | Autoren                                                 | Album             | Jahr |
| - | ------------------------------------------------- | ------------------------------------------------------- | ----------------- | ---- |
| 1 | Dangerous                                         | Thomas Troelsen, Remee                                  | Strictly Physical | 2007 |
| 2 | Definition of a Woman                             | Michael Szumowski, Paulini Curuenavuli, Barry Southgate | Ladylike          | 2010 |
| 3 | Diamonds and Pearls B-Seite auf Even Heaven Cries | Tony Malm, Vince DeGiorgio                              | Non Album Track   | 2007 |
| 4 | Do That Dance                                     | Alain Boublil, Claude-Michel Schönberg, Richard Maltby  | Temptation        | 2006 |
| 5 | Doing Fine                                        | Obi Mhondera                                            | Ladylike          | 2010 |
| 6 | Don’t Take It Personal                            | Marcello Pagin, Christian F.J. Büttner, Fiora Cutler    | Ladylike          | 2010 |
| 7 | Don’t Touch the Fader                             | Karen Poole, Jonas Quant, Mathias Wollo                 | I Am              | 2008 |

## E
| # | Titel                                                 | Autoren                                                               | Album             | Jahr |
| - | ----------------------------------------------------- | --------------------------------------------------------------------- | ----------------- | ---- |
| 1 | Electricity                                           | Daniel Volpe, Thomas Lipp                                             | I Am              | 2008 |
| 2 | Endlich sehe ich das Licht B-Seite auf Breathe You In | Alan Menken, Tommy Amper, Glenn Slater                                | Non Album Track   | 2010 |
| 3 | Even Heaven Cries erschien als Single                 | Robbie Nevil, Philip Denker, Jonas Jeberg, Jens Lumholt, Lauren Evans | Temptation        | 2006 |
| 4 | Everybody Makes Mistakes                              | Christian Ballard, Deborah French, Grant Black, Andrew Murray         | Strictly Physical | 2007 |

## G
| # | Titel             | Autoren                       | Album             | Jahr |
| - | ----------------- | ----------------------------- | ----------------- | ---- |
| 1 | Going Out Tonight | Pete Kirtley, Obi Mhondera    | I Am              | 2008 |
| 2 | Golden            | Grant Black, Kyösti Salokorpi | Strictly Physical | 2007 |

## H
| # | Titel                           | Autoren                                | Album             | Jahr |
| - | ------------------------------- | -------------------------------------- | ----------------- | ---- |
| 1 | Hit ’n’ Run erschien als Single | The Provider, Joeljoel, Marchlie Mason | I Am              | 2008 |
| 2 | Hot Summer erschien als Single  | Thomas Troelsen, Remee                 | Strictly Physical | 2007 |

## I
| # | Titel              | Autoren                                          | Album      | Jahr |
| - | ------------------ | ------------------------------------------------ | ---------- | ---- |
| 1 | I Surrender        | Kit Hain, Yannic Fonderie, Udo Mechels           | Ladylike   | 2010 |
| 2 | I’m Gonna Freak Ya | Winston Sela, Roberto Martorell, Nanna Martorell | Temptation | 2006 |

## J
| # | Titel          | Autoren                                             | Album             | Jahr |
| - | -------------- | --------------------------------------------------- | ----------------- | ---- |
| 1 | Just Like That | Tim Kellett, Robin Taylor-Firth, Remee, Peter Biker | Strickly Physical | 2007 |

## L
| # | Titel                           | Autoren                                                                                         | Album             | Jahr |
| - | ------------------------------- | ----------------------------------------------------------------------------------------------- | ----------------- | ---- |
| 1 | Leading Me On                   | Hallgeir Rustan, Robin Jensen, Pelle Lidell, Nermin Harambasic, Anne Judith Wik, Ronny Svendsen | Strictly Physical | 2007 |
| 2 | Like a Lady erschien als Single | Risto Asikainen, Alexander Komlew, Zippy Davis, Ercola                                          | Ladylike          | 2010 |
| 3 | Live Life Get By                | Jonathan Shorten, Niara Scarlett                                                                | Temptation        | 2006 |
| 4 | Love Don’t Come Easy            | Toni Cottura, Marcus Brosch, Kim Zebrowski, Inessa Alessandrova                                 | Temptation        | 2006 |
| 5 | Love Must Carry On              | Tobias Neumann, Inessa Alexandrova, Marcus Brosch, Mark Tremaine Agbi                           | Ladylike          | 2010 |

## M
| # | Titel         | Autoren                                                             | Album             | Jahr |
| - | ------------- | ------------------------------------------------------------------- | ----------------- | ---- |
| 1 | Mono          | Alex Geringas, Charlie Mason, Bernd Klimpel, Elias Kaspari          | Ladylike          | 2010 |
| 2 | Monrose Theme | Thomas Troelsen, Remee, Senna Guemmour, Bahar Kızıl, Mandy Capristo | Strictly Physical | 2007 |

## N
| # | Titel    | Autoren                                  | Album      | Jahr |
| - | -------- | ---------------------------------------- | ---------- | ---- |
| 1 | No       | Holly James, Tim Goodacre, Stuart Roslyn | Temptation | 2006 |
| 2 | No Never | Rob Davis, Shelly Poole                  | I Am       | 2008 |
| 3 | No No No | Raphaël Schillebeeckx, Sanne Putseys     | Ladylike   | 2010 |

## O
| # | Titel    | Autoren                               | Album      | Jahr |
| - | -------- | ------------------------------------- | ---------- | ---- |
| 1 | Oh La La | Tim Hawes, Pete Kirtley, Obi Mhondera | Temptation | 2006 |

## P
| # | Titel         | Autoren                                                                                | Album      | Jahr |
| - | ------------- | -------------------------------------------------------------------------------------- | ---------- | ---- |
| 1 | Push Up on Me | Eritza Laues, Jeremy Skaller, Robert Larrow, Thara Prashad, Edwin Serano, George Adams | Temptation | 2006 |

## R
| # | Titel   | Autoren                               | Album             | Jahr |
| - | ------- | ------------------------------------- | ----------------- | ---- |
| 1 | Rebound | Pete Martin, Tina Harris, Stephen Lee | Strictly Physical | 2007 |

## S
| #  | Titel                                   | Autoren                                                                           | Album             | Jahr |
| -- | --------------------------------------- | --------------------------------------------------------------------------------- | ----------------- | ---- |
| 1  | Say Yes B-Seite auf What You Don't Know | Hallgeir Rustan, Robin Jensen, Nermin Harambasic, Anne Judith Wik, Ronny Svendsen | Non Album Track   | 2007 |
| 2  | Scream B-Seite auf Hot Summer           | Charlie Mason, Sebastian Larsson, Karl Johan Rasma                                | Non Album Track   | 2007 |
| 3  | Shame erschien als Debütsingle          | Tim Hawes, Pete Kirtley, Christian Ballard, Andrew Murray                         | Temptation        | 2006 |
| 4  | Sooner or Later                         | Thomas Troelsen, Remee                                                            | Strictly Physical | 2007 |
| 5  | Stained                                 | Savan Kotecha, Andreas Romdhane, Josef Larossi, Linda Kiraly                      | I Am              | 2008 |
| 6  | Step Aside                              |                                                                                   | Non Album Track   | 2008 |
| 7  | Stolen                                  | Didrik Thott, Carl Björsell, Edward Steve Louis                                   | I Am              | 2008 |
| 8  | Strictly Physical erschien als Single   | Tim Hawes, Pete Kirtley, Christian Ballard, Andrew Murray, Obie Mhondera          | Strictly Physical | 2007 |
| 9  | Strike the Match erschien als Single    | Ryan Tedder, Deborah Epstein                                                      | I Am              | 2008 |
| 10 | Superstar DJ                            | Alistair Tennant, Marcello Pagin, Christian F.J. Büttner                          | Ladylike          | 2010 |

## T
| # | Titel                          | Autoren                                                      | Album    | Jahr |
| - | ------------------------------ | ------------------------------------------------------------ | -------- | ---- |
| 1 | Teach Me How to Jump           | David Eriksen, Virginia McGran                               | I Am     | 2008 |
| 2 | This Is Me erschien als Single | Shaznay Lewis, Mich Hansen, Jonas Jeberg, Paul Michael Barry | Ladylike | 2010 |
| 3 | Tip Toe                        | Cozi Costi, Thomas Gustafsson, Hugo Lira, Carl Ryden         | I Am     | 2008 |

## W
| # | Titel                                   | Autoren                                       | Album                             | Jahr |
| - | --------------------------------------- | --------------------------------------------- | --------------------------------- | ---- |
| 1 | Walking Away (Feat. Craig David)        | Mark Hill, Craig David                        | Greatest Hits (Craig David-Album) | 2008 |
| 2 | We Love                                 |                                               | Non Album Track                   | 2008 |
| 3 | What They Want                          | Pete Martin, Alex Cartana, Jasmine Baird      | I Am                              | 2008 |
| 4 | What You Don’t Know erschien als Single | Anders Wollbeck, Billy Mann, Mattias Lindblom | Strictly Physical                 | 2007 |
| 5 | Why Not Us erschien als Single          | Guy Chambers, Alexis Strum                    | I Am                              | 2008 |
| 6 | Work It                                 | Anthony Little, Richard Kelly                 | Temptation                        | 2006 |

## Y
| # | Titel                      | Autoren                                                           | Album             | Jahr |
| - | -------------------------- | ----------------------------------------------------------------- | ----------------- | ---- |
| 1 | Yesterday’s Gone           | Tim Hawes, Pete Kirtley, Christian Ballard, Andrew Murray         | Strictly Physical | 2007 |
| 2 | You Can Look               | Nermin Harambasic, Anne Judith Wik, Ronny Svendsen, Robin Jenssen | I Am              | 2008 |
| 3 | Your Love Is Right Over Me | T.B. Andrews                                                      | Temptation        | 2006 |